# Comte d'Oxford

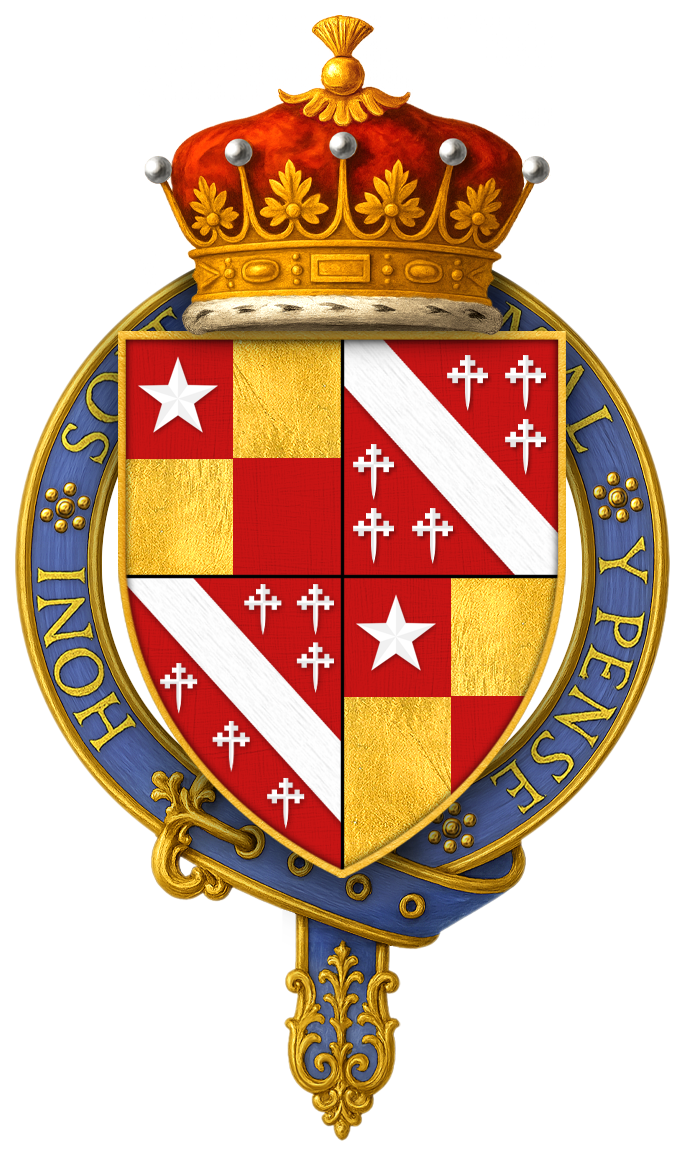
Armuries de John de Vere, 13e comte d'Oxford.

Le titre de comte d'Oxford (en anglais : Earl of Oxford) est l'un des plus anciens titres de la pairie d'Angleterre, longtemps tenu par la famille de Vere. Il devient dormant en 1703 avec le décès du 20e comte. Parmi ces comtes, le plus célèbre est sans doute Edward de Vere, le 17e comte, qui est le candidat le plus populaire (après Shakespeare de Stratford) pour être l'auteur réel des œuvres de William Shakespeare.
Au XXe siècle, le titre de comte d'Oxford et Asquith est créé dans la pairie du Royaume-Uni pour Herbert Henry Asquith, Premier ministre, dont les descendants portent encore ce titre.

## Comte d'Oxford (1141)
- 1141-1194 : Aubrey de Vere, 1er comte d'Oxford (en) († 1194), fils de Aubrey II de Vere  ;
- 1194-1214 : Aubrey de Vere, 2e comte d'Oxford (en) († 1214), fils du précédent  ;
- 1214-1221 : Robert de Vere, 3e comte d'Oxford (en) († 1221), frère du précédent  ;
- 1221-1263 : Hugh de Vere, 4e comte d'Oxford (en) († 1263), fils du précédent  ;
- 1263-1296 : Robert de Vere, 5e comte d'Oxford (en) (1240-1296), fils du précédent ;  titre confisqué en 1265, mais restauré peu après ;
- 1296-1331 : Robert de Vere, 6e comte d'Oxford (1257-1331), fils du précédent  ;
- 1331-1360 : John de Vere, 7e comte d'Oxford (en) (1312-1360) ;
- 1360-1371 : Thomas de Vere, 8e comte d'Oxford (en) (1337-1371) ;
- 1362-1388 : Robert de Vere, 9e comte d'Oxford (1362-1392), marquis de Dublin (1385-1386) puis duc d'Irlande (1386-1388). Titres confisqués ;
- 1393-1400 : Aubrey de Vere, 10e comte d'Oxford (1340-1400) ;
- 1400-1417 : Richard de Vere, 11e comte d'Oxford (1385-1417) ;
- 1417-1462 : John de Vere, 12e comte d'Oxford (1408-1462) ;
- 1462-1475 et 1485-1513 : John de Vere, 13e comte d'Oxford (1442-1513) ;
- 1513-1526 : John de Vere, 14e comte d'Oxford (en) (1457-1526) ;
- 1526-1540 : John de Vere, 15e comte d'Oxford (1482-1540) ;
- 1540-1562 : John de Vere, 16e comte d'Oxford (1516-1562) ;
- 1562-1604 : Edward de Vere, 17e comte d'Oxford (1550-1604) ;
- 1604-1625 : Henry de Vere, 18e comte d'Oxford (1593-1625) ;
- 1625-1632 : Robert de Vere, 19e comte d'Oxford (1575-1632) ;
- 1632-1703 : Aubrey de Vere, 20e comte d'Oxford (1627-1703).

Le titre est dormant depuis 1703.

## Comte d'Oxford et Comte Mortimer (1711)
Le titre de Comte d'Oxford et comte Mortimer a été créé dans la pairie de Grande-Bretagne pour Robert Harley en 1711. Il s'est éteint en 1853.

## Comte d'Oxford et d'Asquith (1925)
- 1925-1928 : Herbert Henry Asquith (1852-1928)
- 1928-2011 : Julian Asquith (1916-2011)
- depuis 2011 : Raymond Asquith (né en 1952)